# Barbarito Torres
Bárbaro Alberto Torres Delgado, conocido artísticamente como Barbarito Torres (Matanzas, Cuba, 1956), es un laudista cubano, especializado en la música guajira y miembro del Buena Vista Social Club. Famoso por sus virtuosos interludios que a menudo incluyen ejecutar el instrumento por la espalda.

## Inicios
En la década de 1970, antes de establecerse en La Habana, Torres comienza a desarrollar su habilidad con el laúd en algunas bandas musicales de las fuerzas armadas cubanas. Años después, se convierte en miembro permanente de la Orquesta Cubana de Cuerdas.[cita requerida]
Luego, asume la dirección del Grupo Campoalegre, que contaba con la presencia de la cantante Celina González y de otros exponentes relevantes del ambiente musical cubano.[cita requerida]
A mediados de la década de 1990, el músico y productor Juan de Marcos González lo invita a integrarse al recientemente formado conjunto Afro Cuban All Stars, junto a otras talentosas figuras, como el pianista Rubén González y el cantante Puntillita, quien lo definía como: "El orgullo de Matanzas".[cita requerida]
En 1997, Juan de Marcos González y el guitarrista estadounidense Ry Cooder lo incluyen en el proyecto Buena Vista Social Club y en el documental del mismo nombre. Además de los antes nombrados, comparte con artistas de la categoría de: Compay Segundo, Omara Portuondo, Ibrahim Ferrer, Pío Leyva y otros.
En 1999, lanza su primer disco solista titulado: Havana Café y en 2003 graba Barbarito Torres.

## Discografía solista
- Havana Café, 1999
- Barbarito Torres, 2003

## Colaboraciones
- Afro Cuban All Stars: A toda Cuba le gusta, 1996.
- Buena Vista Social Club, álbum, 1997.
- Buena Vista Social Club presents: Ibrahim Ferrer, 1997.
- Buena Vista Social Club presents: Omara Portuondo, 1997.
- Buena Vista Social Club presents: Eliades Ochoa, 1997.
- Afro Cuban All Stars: Distinto, Diferente, 1999.
- Buena Vista Social Club, documental dirigido por Wim Wenders, 1999.
- Buena Vista Social Club at Carnegie Hall, 2001.
- Cuba le canta a Serrat, 2007.